# Grammy Award for Best Producer of the Year, Classical
Der Grammy Award for Producer of the Year, Classical, auf Deutsch „Grammy-Auszeichnung für den Produzenten des Jahres, klassische Musik“, ist ein Musikpreis, der seit dem Jahr 1980 von der amerikanischen Recording Academy im Bereich der klassischen Musik verliehen wird.

## Geschichte und Hintergrund
Die seit 1959 verliehenen Grammy Awards werden jährlich in zahlreichen Kategorien von der Recording Academy in den Vereinigten Staaten vergeben, um künstlerische Leistung, technische Kompetenz und hervorragende Gesamtleistung ohne Rücksicht auf die Album-Verkäufe oder Chart-Position zu würdigen.
Eine dieser Kategorien ist der Grammy Award for Producer of the Year, Classical. Ursprünglich als Grammy Award for Classical Producer of the Year bezeichnet, wurde der Preis erstmals bei den 22. Grammy Awards 1980 an James Mallinson überreicht. Der Name der Kategorie blieb bis 1998 unverändert und erhielt dann den aktuellen Namen. Die Auszeichnung wird zusammen mit dem Preis Grammy Award for Producer of the Year, Non-Classical verliehen.

## Gewinner und Nominierte
| Jahr                 | Gewinner                        | Nationalität           | Nominierte | Bild des/der Gewinner(s) |
| -------------------- | ------------------------------- | ---------------------- | --- | ------------------------ |
| 1980                 | James Mallinson                 | Vereinigtes Königreich | - Marc Aubort und Joanna Nickrenz - Paul Myers - Andrew Kazdin - Thomas Z. Shepard - Vittorio Negri - Robert Woods |                          |
| 1981                 | Robert Woods                    | Vereinigte Staaten     | - Andrew Kazdin - Steven Epstein - John McClure - Paul Myers                                                       |                          |
| 1982                 | James Mallinson                 | Vereinigtes Königreich | - Andrew Kazdin - Jay David Saks - Steven Epstein - Robert Woods                                                   |                          |
| 1983                 | Robert Woods                    | Vereinigte Staaten     | - Steven Epstein - Jay David Saks - Glenn Gould, Samuel Carter - James Mallinson                                   |                          |
| 1984                 | Marc Aubort und Joanna Nickrenz | Vereinigte Staaten     | - Steven Paul - Steven Epstein - Jay David Saks - Andrew Cornall                                                   |                          |
| 1985                 | Steven Epstein                  | Vereinigte Staaten     | - Thomas Z. Shepard - Marc Aubort, Joanna Nickrenz - Jay David Saks - Robert Woods                                 |                          |
| 1986                 | Robert Woods                    | Vereinigte Staaten     | - Jay David Saks - Steven Epstein - David Mottley - James Mallinson                                                |                          |
| 1987                 | Thomas Frost                    | Vereinigte Staaten     | - Marc Aubort, Joanna Nickrenz - Jay David Saks - Steven Epstein - Robert Woods                                    |                          |
| 1988                 | Robert Woods                    | Vereinigte Staaten     | - Thomas Frost - Michael Haas - Jay David Saks - Steven Epstein                                                    |                          |
| 1989                 | Robert Woods                    | Vereinigte Staaten     | - Thomas Frost - Andrew Cornall - Joanna Nickrenz - Steven Epstein                                                 |                          |
| 1990                 | Robert Woods                    | Vereinigte Staaten     | - Wolf Erichson - Michael Haas - Patti Laursen - Elizabeth Ostrow                                                  |                          |
| 1991                 | Adam Stern                      | Vereinigte Staaten     | |                          |
| 1992                 | James Mallinson                 | Vereinigtes Königreich | |                          |
| 1993                 | Michael Fine                    | Vereinigte Staaten     | - Andrew Cornall - Steven Epstein - Thomas Frost - James Mallinson                                                 |                          |
| 1994                 | Judith Sherman                  | Vereinigte Staaten     | - Andrew Cornall - Michael Haas - Adam Stern - Robina G. Young                                                     |                          |
| 1995                 | Andrew Cornall                  | Vereinigtes Königreich | - Anna Barry - Wilhelm Hellweg - Judith Sherman - Max Wilcox                                                       |                          |
| 1996                 | Steven Epstein                  | Vereinigte Staaten     | - Andrew Cornall - John Fraser - Jay David Saks - Michael Woolcock                                                 |                          |
| 1997                 | Joanna Nickrenz                 | Vereinigte Staaten     | - Manfred Eicher - James Mallinson - Martin Sauer - Gary Schultz                                                   |                          |
| 1998                 | Steven Epstein                  | Vereinigte Staaten     | - Wolf Erichson - J. Tamblyn Henderson Jr. - Andrew Keener - Judith Sherman                                        |                          |
| 1999                 | Steven Epstein                  | Vereinigte Staaten     | - Manfred Eicher - James Mallinson - Andreas Neubronner - Robina G. Young                                          |                          |
| 2000                 | Adam Abeshouse                  | Vereinigte Staaten     | - Andrew Keener - Marina A. Ledin and Victor Ledin - Robina G. Young - James Mallinson                             |                          |
| 2001                 | Steven Epstein                  | Vereinigte Staaten     | - John Fraser - Manfred Eicher - Thomas Frost - James Mallinson                                                    |                          |
| 2002                 | Manfred Eicher                  | Deutschland            | - David Frost - James Mallinson - Joanna Nickrenz - Robina G. Young                                                |                          |
| 2003                 | Robert Woods                    | Vereinigte Staaten     | - Andrew Cornall - Robina G. Young - Manfred Eicher - James Mallinson                                              |                          |
| 2004                 | Steven Epstein                  | Vereinigte Staaten     | - Manfred Eicher - Adam Abeshouse - Marina A. Ledin and Victor Ledin - Robina G. Young                             |                          |
| 2005                 | David Frost                     | Vereinigte Staaten     | - Manfred Eicher - James Mallinson - Robina G. Young - Daniel Zalay                                                |                          |
| 2006                 | Tim Handley                     |                        | - Steven Epstein - Christopher Alder - Michael Fine - Thomas C. Moore                                              |                          |
| 2007                 | Elaine Martone                  |                        | - Manfred Eicher - James Mallinson - Kjellemyr - Stephen Johns - Sid McLauchlan                                    |                          |
| 2008                 | Judith Sherman                  | Vereinigte Staaten     | - Blanton Alspaugh - John Fraser - Marina A. Ledin and Victor Ledin - Robina G. Young                              |                          |
| 2009                 | David Frost                     | Vereinigte Staaten     | - David Groves - Judith Sherman - Robina G. Young - Robert Woods                                                   |                          |
| 2010                 | Steven Epstein                  | Vereinigte Staaten     | - Blanton Alspaugh - John Fraser - David Frost - James Mallinson                                                   |                          |
| 2011                 | David Frost                     | Vereinigte Staaten     | - Blanton Alspaugh - Tim Handley - Marina A. Ledin and Victor Ledin - David Frost - James Mallinson                |                          |
| 2012                 | Judith Sherman                  | Vereinigte Staaten     | - Blanton Alspaugh - Manfred Eicher - David Frost - Peter Ruitenberg                                               |                          |
| 2013                 | Blanton Alspaugh                | Vereinigte Staaten     | - Tim Handley - Marina Ledin & Victor Ledin - Dan Merceruio - James Mallinson                                      |                          |
| 2014                 | David Frost                     | Vereinigte Staaten     | - Manfred Eicher - James Mallinson - Marina Ledin & Victor Ledin - Jay David Saks                                  |                          |
| 2015                 | Judith Sherman                  | Vereinigte Staaten     | - Morten_Lindberg_(sound_engineer) - David Starobin - Dimitriy Lipay - Elaine Martone                              |                          |
| 2016                 | Judith Sherman                  | Vereinigte Staaten     | - Blanton Alspaugh - Manfred Eicher - Marina A. Ledin & Victor Ledin - Dan Merceruio                               |                          |
| 2017                 | David Frost                     | Vereinigte Staaten     | - Blanton Alspaugh - Marina A. Ledin & Victor Ledin - Judith Sherman - Robina G. Young                             |                          |
| 2018                 | David Frost                     | Vereinigte Staaten     | - Blanton Alspaugh - Manfred Eicher - Morten Lindberg - Judith Sherman                                             |                          |
| 2019                 | Blanton Alspaugh                | Vereinigte Staaten     | - David Frost - Elizabeth Ostrow - Judith Sherman - Dirk Sobotka                                                   |                          |
| 2020                 | Blanton Alspaugh                | Vereinigte Staaten     | - James Ginsburg - Marina A. Ledin & Victor Ledin - Morten Lindberg - Dirk Sobotka                                 |                          |
| 2021                 | David Frost                     | Vereinigte Staaten     | - Blanton Alspaugh - Jesse Lewis - Dmitriy Lipay - Elaine Martone                                                  |                          |
| 2022                 | Judith Sherman                  | Vereinigte Staaten     | - Blanton Alspaugh - David Frost - Steven Epstein - Elaine Martone                                                 |                          |
| 2023 5. Februar 2023 | Judith Sherman                  | Vereinigte Staaten     | - Jonathan Allen - Christoph Franke - James Ginsburg - Elaine Martone                                              |                          |
| 2024 4. Februar 2024 | Elaine Martone                  | Vereinigte Staaten     | - David Frost - Morten Lindberg - Dmitriy Lipay - Brian Pidgeon                                                    |                          |
| 2025 2. Februar 2025 | Elaine Martone                  | Vereinigte Staaten     | - Erica Brenner - Christoph Franke - Morten Lindberg - Dmitriy Lipay - Dirk Sobotka                                |                          |